# Viện Hàn lâm Khoa học Tiệp Khắc
Viện Hàn lâm Khoa học Tiệp Khắc được khởi công năm 1953 để trở thành trung tâm khoa học cho Tiệp Khắc. Sau này được kế thừa bởi Viện Hàn lâm Khoa học Séc vào năm 1992 sau khi Tiệp Khắc tan rã.

## Lịch sử
Viện Xã hội học Hoàng gia Séc, nghiên cứu cả khoa học tự nhiên và con người, được khởi công ở Séc năm 1784. Sau khi chế độ Cộng sản lên nắm quyền ở Tiệp Khắc vào năm 1948, tất cả các nhà khoa học, các học viện phi đại học và xã hội học bị giải thể và trong thời gian đó, Viện Hàn lâm Khoa học Tiệp Khắc ra đời. Viện thực hiện cả nghiên cứu khoa học phức tạp và xã hội học. Viện luôn trong tình trạng bị áp lực tư tưởng cho đến khi chế độ Cộng sản sụp đổ năm 1989. Năm 1992, Viện Hàn lâm Khoa học Séc được thành lập theo điều khoản số 283/1992.

## Những người nổi tiếng
- Jaroslav Heyrovský đoạt giải Nobel năm 1959.
- Otto Wichterle khám phá ra kính áp tròng. Otto Wichterle cũng trở thành Hiệu trưởng đầu tiên của Viện sau khi nên dân chủ của Séc được lập lại.
- Nhà toán học Eduard Čech
- Nhà hóa học Antonín Holý